# Una ragione per vivere e una per morire
Una ragione per vivere e una per morire (bra: Trinity... Os Sete Magníficos) é um filme franco-germano-hispano-italiano de 1972, dos gêneros faroeste e guerra, dirigido por Tonino Valerii, com roteiro de Rafael Azcona e Ernesto Gastaldi e trilha sonora de Riz Ortolani.

## Sinopse
Durante a Guerra Civil dos Estados Unidos, um oficial nortista recruta sete homens condenados para atacar um forte sulista comandado pelo homem que executou seu filho.

## Elenco
- James Coburn ....... Coronel Pembroke
- Bud Spencer ....... Eli Sampson
- Telly Savalas ....... Major Ward
- Reinhard Kolldehoff ....... Sargento Brent
- José Suárez ....... Major Charles Ballard
- Ugo Fangareggi ....... Ted Wendel
- Guy Mairesse ....... Donald MacIvers
- Benito Stefanelli ....... Piggott
- Adolfo Lastretti ....... Will Fernandez / Will Culder
- Turam Quibo .......
- Fabrizio Moresco ....... Sargento